# Літературні вечорниці у Токіо
«Літерату́рні вечорни́ці у То́кіо» (англ. Literaturni vechornytsi v Tokyo) — перший український книжковий клуб Японії, який об'єднав закордонних українців у бажанні читати та популяризувати твори українських письменників в Азії.
«Літературні вечорниці у Токіо» є неприбутковим об'єднанням, головною метою якого є залучення українців (у тому числі евакуйованих), що проживають за кордоном, до читання книг українських авторів, знайомство з українськими письменниками, спілкування українською мовою, а також розбудова українських бібліотек на території Японії.

## Історія
Книжковий клуб «Літературні вечорниці у Токіо» було створено у лютому 2023 році Дар'єю Панчук та Дарією Муракамі.
Перший захід клубу був присвячений творчості Ліни Костенко. Почесними гостями клубу стали наступні автори: Анастасія Дмитрук, Оксана Кириченко, Ірен Роздобудько, Андрій Новік , Софія Андрухович, Андрій Зелінський, Катерина Зарембо  тощо.

## Активність клубу
Щомісяця клуб проводить близько двох зустрічей онлайн, а також раз на кілька місяців збирає усіх охочих для обговорення книжкових новинок та цікавих дискусій. 
На зустрічі неодноразово був запрошений поет Богдан Павлій, що проживає у місті Тояма, для презентації своєї збірки.
Клуб має свою сторінку в соціальних мережах та YouTube (ютуб) канал, зміст якого постійно поповнюється новими відео-зустрічами з українськими письменниками.

## Склад учасників
Клуб приблизно нараховує 90 учасників, із них 30 активних.
Географія «Літературних вечорниць у Токіо» не обмежується лише Японією, але й об'єднує діаспорян з усього світу. Постійними учасниками онлайн-заходів є українці в Україні, Австралії, Кореї, Польщі, Чехії тощо.
На першому засіданні клубу було 5 учасників, на другому — 11. Наразі заходи відвідує щонайменше 16—25 учасників.

### Діяльність бібліотек
Зусиллями Дарії Муракамі влітку 2022 року вперше було засновано дві публічні міні-бібліотеки у різних куточках Токіо. 
Перша бібліотека була створена за кошти YMCA і було придбано 75 книжок для дітей українською мовою. Восени 2022 року надіслано запит Публічній бібліотеці імені Лесі Українки у місті Київ, де отримала грант від Zimin Foundation на закупівлю 150 книжок українською мовою. 
Друга бібліотека, яка знаходиться в Центрі підтримки українців Хімаварі на станції Шібуя, була створена за допомогою співробітників EPAM Systems, які зібрали і надіслали 100 книжок для дітей і дорослих від «Видавництво Старого Лева». Є частиною книжкового клубу «Літературні вечорниці у Токіо».
Бібліотеки та клуб не мають постійного спонсора.
Засновниці клубу постійно беруть участь у благодійних акціях. Так вони підтримали збір дитячих книжок для дітей з Херсонщини в серпні та вересні 2023 року, організований фондом Анастасії Соколюк «Україна. Об'єднані в  різноманітності» , збір книжок для фронту, організований Публічною бібліотекою ім. Лесі Українки, збір книжок іноземними мовами для українських бібліотек України, організований Львівською обласною універсальною науковою бібліотекою.
«Літературні вечорниці у Токіо» завжди слідкують за книжковими новинками видавництв та активно співпрацюють із: «Книгарня Є» (Львів), «Видавництво Старого Лева», «Чорні вівці», «Час майстрів», «Видавництво 21», «Віват» тощо.
Посольство України в Японії всебічно та неодноразово підтримувало клуб та бібліотеку, надаючи книги для читацького фонду. 